# Гонсалес Мантичи, Энрике
Энри́ке Гонса́лес Ма́нтичи (исп. Enrique González Mántici; 4 ноября 1912, Сагуа ла Гранде, Куба — 29 декабря 1974, Гавана, Куба) — кубинский композитор, дирижёр, скрипач, общественный деятель и педагог.

## Биография
Учился у Хосе Вальса (скрипка), Рафаэля Пастора, Эмилио Гренета (композиция) и Эриха Клейбера (дирижирование) в Гаване. Совершенствовался у Николая Аносова, Александра Гаука и Лео Гинзбурга в Московской консерватории. В 1950 году основал Национальный институт музыки в Гаване. В 1960 году становится одним из основателей Национального симфонического оркестра и симфонического оркестра Национального театра, а с 1961 года — главным дирижёром. Участник «Квартета Гаваны» (исп. Cuarteto de La Habana, 1-я скрипка). Концертировал во многих странах, в том числе в СССР. В 1970—1972 годах преподавал дирижирование в Национальной школе искусств. Среди учеников Мануэль Дучесне Кусан и другие. Писал музыку к кинофильмам («Если она вернется», 1957 и другие).
В 1962 году был членом жюри Второго Международного конкурса имени П. И. Чайковского.

## Сочинения
- балет «Беглый невольник» / El cimarrуn (1960)
- балет «Метиска» / Mestiza (1966, по роману Сирило Вильяверде «Сесилия»)
- балет «Цирк» / El circo (1966)
- оратория «Убили Че» / Asesinaron al Che (на текст речи Фиделя Кастро, 1971)
- оратория «Сто лет борьбы» / Cien acos de lucha (на стихи Николаса Гильена, 1973)
- увертюра «Куба» для оркестра / Cuba
- симфония на семи нотах для четырёх струнных групп (1970)
- концерт для скрипки с оркестром № 1 (1954)
- концерт для скрипки с оркестром № 2 (1957)
- камерно-инструментальные ансамбли